# John Talbut
John Talbut (Headington, 20 ottobre 1940 – 14 agosto 2020) è stato un calciatore inglese, di ruolo difensore.

## Caratteristiche tecniche
Era un difensore centrale.

## Carriera
Dopo aver giocato nelle giovanili del Burnley nel 1957, all'età di 17 anni, viene aggregato alla prima squadra dei Clarets; fa il suo esordio effettivo l'anno seguente, all'età di 18 anni, giocando 2 partite nella prima divisione inglese; aggiunge poi altre due presenze nella stagione 1959-1960 (nella quale il club vince il campionato e 3 presenze nella stagione 1960-1961. Diventa titolare a partire dalla stagione 1961-1962, nella quale gioca 40 partite, a cui ne seguono 41 nella stagione 1962-1963, 31 nella stagione 1963-1964, 13 nella stagione 1964-1965 e 6 nella stagione 1965-1966, nella quale gioca tra l'altro anche 3 partite in Coppa delle Fiere.
Nell'estate del 1966, avendo perso negli ultimi anni il posto da titolare al Burnley, viene ceduto al West Bromwich, altro club di prima divisione: qui, dopo una stagione 1966-1967 trascorsa con un ruolo da comprimario (12 presenze in campionato ed una presenza in Coppa delle Fiere, a partire dal 1967 si guadagna il ruolo di titolare al centro della difesa del club: nella sua prima stagione da titolare vince la FA Cup e gioca tutte e 42 le partite di campionato, impresa che gli riesce anche nella stagione successiva, nella quale gioca tra l'altro anche 6 partite in Coppa delle Coppe. Dopo 30 e 17 presenze nelle stagioni 1969-1970 e 1970-1971 viene ceduto ai belgi del Malines, con cui trascorre cinque stagioni fino al ritiro, nel 1976, all'età di 36 anni.
In carriera ha giocato complessivamente 272 partite nei campionati della Football League, tutte in prima divisione.

## Palmarès

### Club

#### Competizioni nazionali
- Campionato inglese: 1

Burnley: 1959-1960
- FA Charity Shield: 1

Burnley: 1960
- Coppa d'Inghilterra: 1

West Bromwich: 1967-1968